# 内野 (企業)
内野株式会社（うちの、英文名称Uchino CO.,LTD.）は、東京都に本社を置くタオル製造販売卸売業者。老舗タオルメーカー。

## 沿革
1937年に繊維業として創業後、1947年株式会社内野商店を設立。1950年に日本で初めてのジャガード織りを開発した。

## CM出演者
- 夏目雅子（正式デビュー前の1976年に出演）[2]